# United Goans Democratic Party
United Goans Democratic Party — literalment en català Partit Unit Democràtic dels Goans— (UGDP) és un partit polític de l'Índia, a l'estat de Goa. És un dels dos partits polítics que anteriorment van dominar l'estat de Goa. UGDP té la seva base entre la població cristiana. Fou fundat el 1963 per Churchill Alemao succeint al United Goans Party el partit de l'oposició des de 1960, però sense tenir una relació directe amb aquest partit. El nom de United Goans Democratic Party és un simple spin-off del nom del United Goans Party, i el seu símbol electoral de "dues fulles" és un spin-off del símbol de les "dues fulles" que va ser designat en el plebiscit per determinar si Goa havia de ser entitat separada, davant del símbol de la rosa per votar que Goa fos part de Maharashtra. L'actual Partit Democràtic Unit Goans no va tenir absolutament cap paper en el plebiscit que va decidir el manteniment de Goa com entitat separada però va continuar utilitzant les dues fulles i un nom similar a la del partit que va tenir un paper important per assegurar que Goa continuara sent diferenciada, l'antic United Goans Party.
En les eleccions estatals juny de 2007, el partit va aconseguir un dels 40 escons. Es va aliar amb el Partit Bharatiya Janata (BJP), llavors a l'oposició a Goa i al govern de Delhi. En les eleccions de l'Assemblea de 2012, el Partit Unit Democràtic dels Goans aliat al Partit del Congrés de l'Índia no va poder guanyar un sol escó, mentre que el seu únic diputat de l'elecció anterior el Sr. Mathany Saldanha va guanyar escó en la llista del BJP. Va ser una gran derrota del Congrés, que quasi sempre havia governat l'estat.
El UGDP va perdre el seu reconeixement com a partit i també el dret a la propietat del símbol "dues fulles" que utilitzava en blanc sobre bandera verda.